# Heinz Kulik
Heinz Kulik (* 13. Oktober 1947) ist ein ehemaliger deutscher Fußballspieler.

## Laufbahn
Kulik wechselte 1967 vom SC Bardenberg zu Alemannia Aachen. Bei Aachen spielte Kulik vorrangig bei der Zweitvertretung, in der Saison 1969/70 kam er zu zwei Spielen in der Bundesliga. Sein einziges Bundesligator schoss er am 3. Mai 1970 in der 19. Spielminute zum Zwischenstand von 1:0 gegen den MSV Duisburg. 1975 verließ er Aachen und ließ seine Karriere beim SV Rhenania Würselen ausklingen.